# Monument Valley
Monument Valley (navažsky: Tsé Biiʼ Ndzisgaii; do češtiny přeloženo jako Údolí monumentů) je region v oblasti severoamerické Koloradské plošiny, který je charakteristický množstvím červených pískovcových skalních útvarů, které se tyčí z plochého údolí. Z geomorfologického hlediska se jedná převážně o tvary, označované jako svědecké a stolové hory. Nejvyšší z nich dosahuje 300 metrů nad údolní plošinou. 

## Navažská autonomní oblast
Oblast se nachází na jižní hranici státu Utah se severní Arizonou v blízkosti Four Corners. Jde o území, které spadá do Navažské autonomní oblasti a je nejlépe přístupné z americké mezistátní silnice číslo 163.

## Turismus
Jde o turisticky velmi atraktivní místo, které je hojně navštěvováno lidmi nejen z USA ale i z celého světa. Zdejší romantická krajina mnohokrát posloužila jakožto exteriér při natáčení řady amerických filmů (ať už dobrodružných či westernových).
Vzhledem k tomu, že se celé území nachází v autonomní indiánské rezervaci, platí zde zvláštní právní předpisy a pro vstup do oblasti je také nutno zaplatit vstupné.

## Galerie

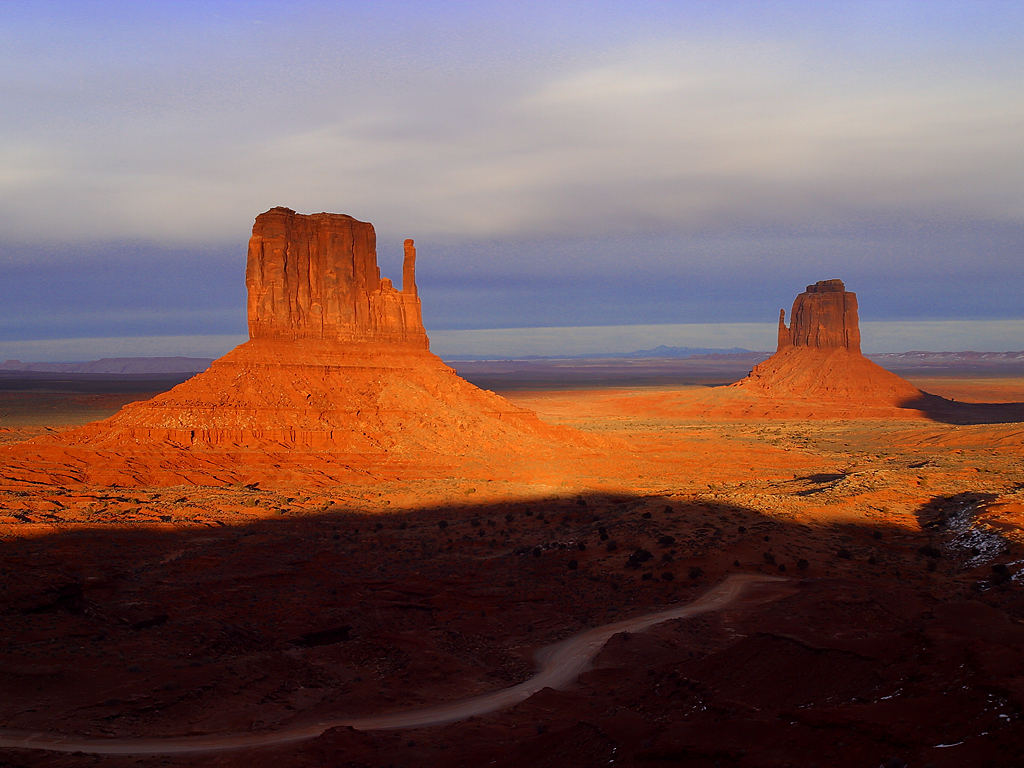
East Mitten and West Mitten Buttes (Východní a západní palčáky)
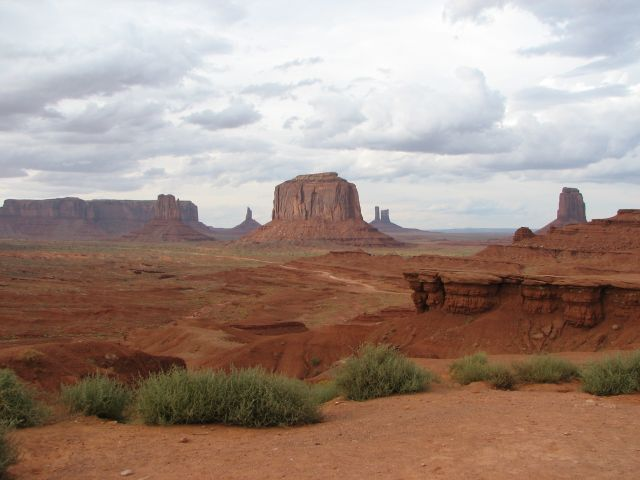
View from John Ford's Point (Pohled z vrcholu Johna Forda)
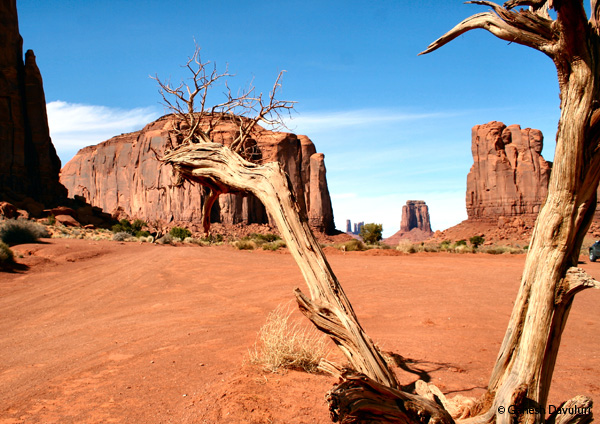
The North Window (Severní okno)
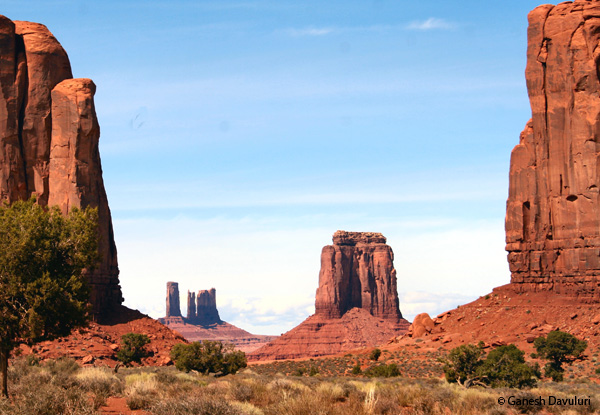
The North Window (Severní okno)
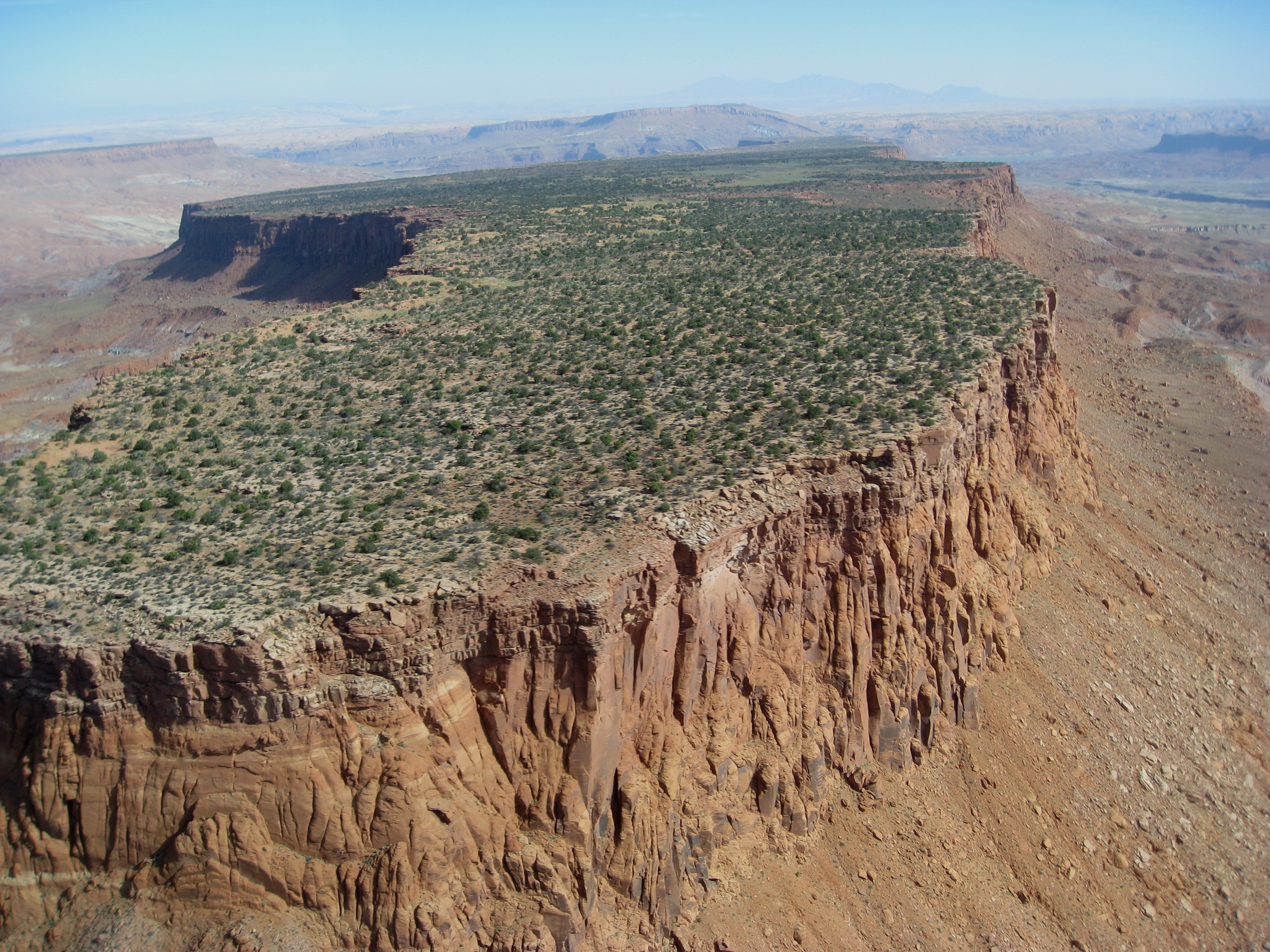
Stolové hory v oblasti Monument Valley
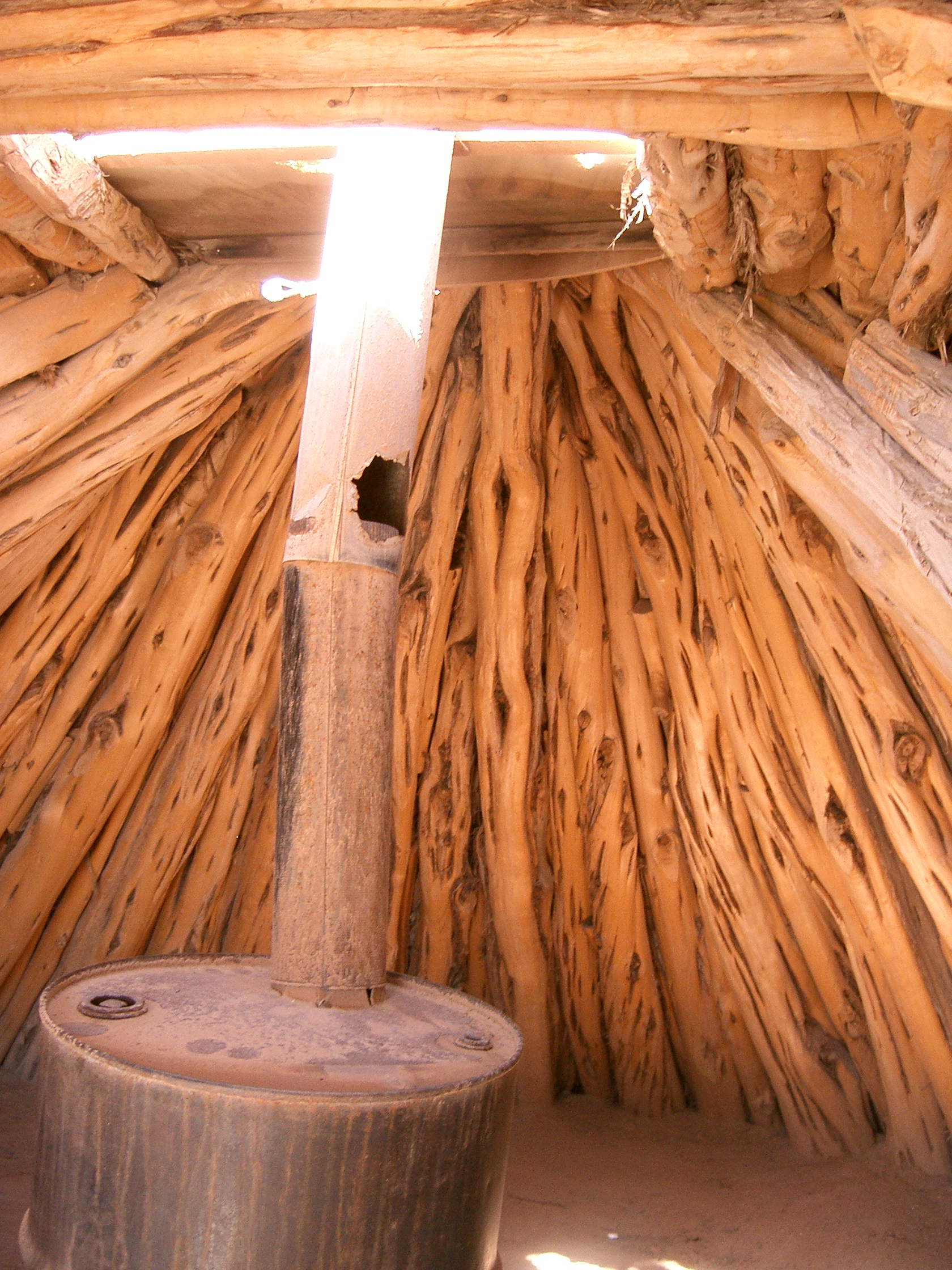
Interiér navažského "mužského" obydlí
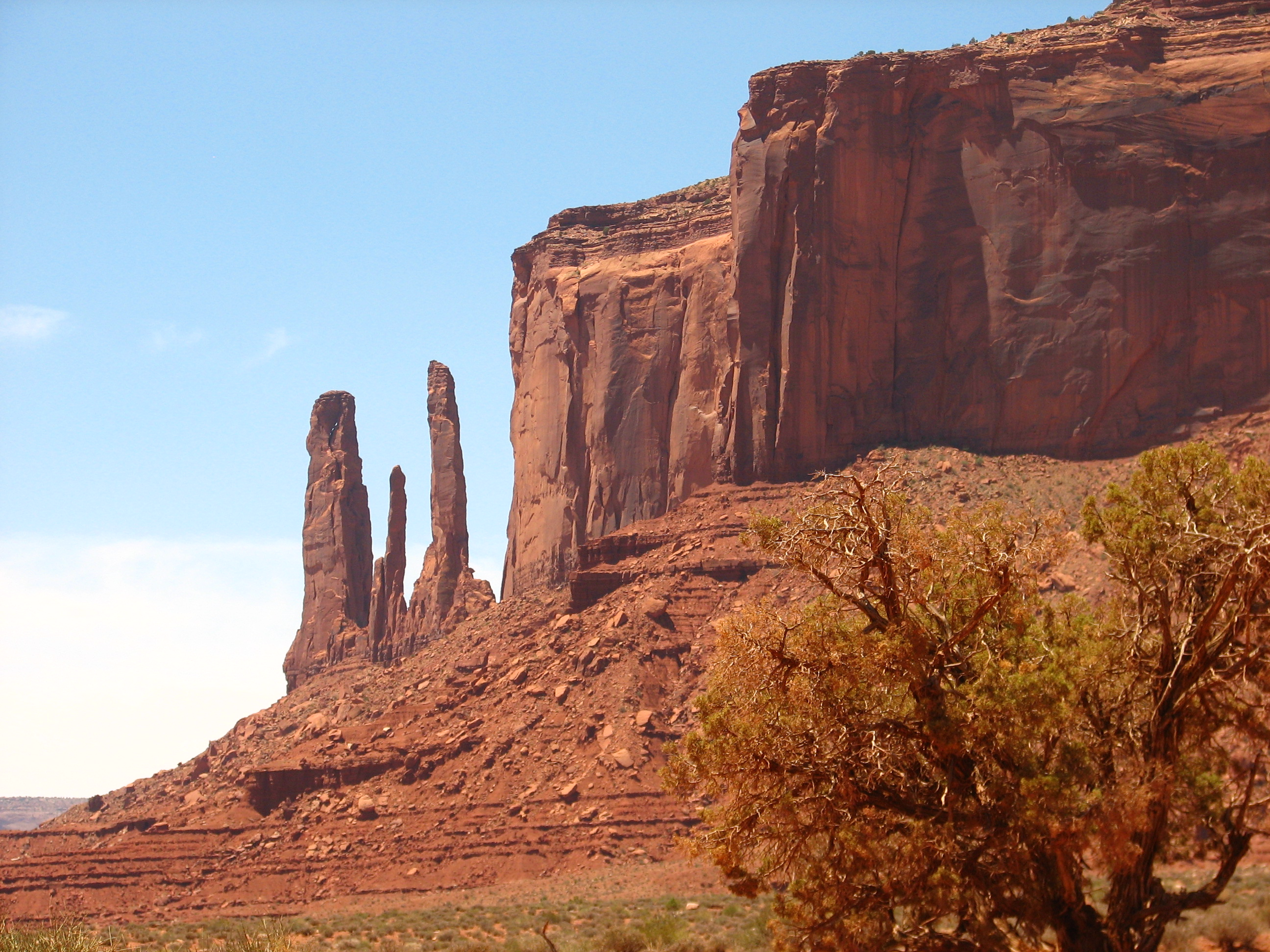
Three Sisters (Tři sestry)
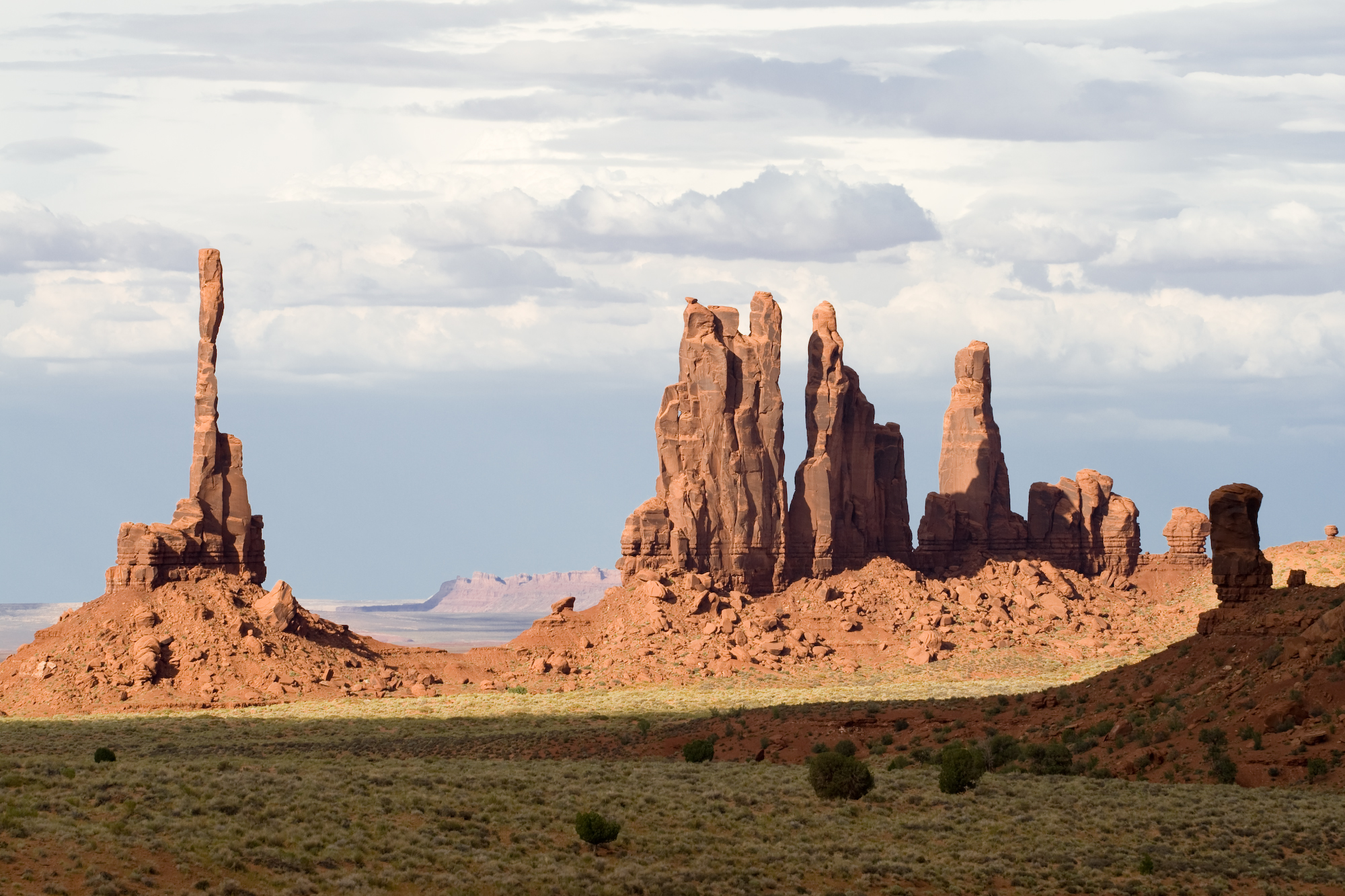
The Totem Pole (Totemový sloup)
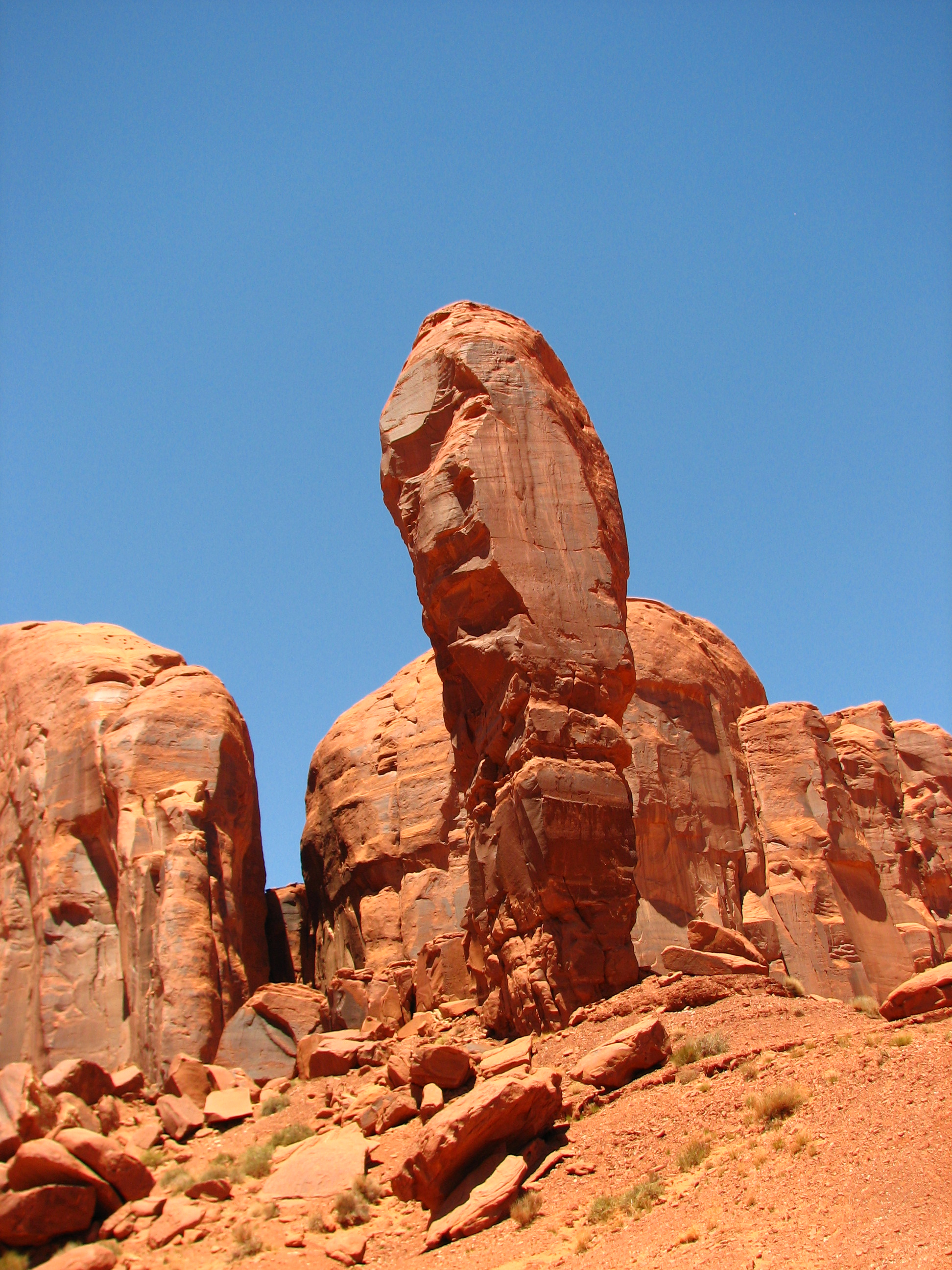
The Thumb (Palec)